# Альтгайм (Біберах)
Альтгайм (нім. Altheim) — громада в Німеччині, знаходиться в землі Баден-Вюртемберг. Підпорядковується адміністративному округу Тюбінген. Входить до складу району Біберах.
Площа — 23,74 км2. Населення становить 2097 ос. (станом на 31 грудня 2020).